# Monica Bohm-Duchen
Monica Bohm-Duchen (geboren als Monica Bohm 10. Mai 1957 in London) ist eine britische Kunsthistorikerin.

## Leben
Monica Bohm ist eine Tochter der Fotografin Dorothy Bohm, geborene Dorothea Israelit, und des Chemikers und Industrieangestellten Louis Bohm. Sie studierte Anglistik und Kunstgeschichte an der Hebräischen Universität Jerusalem, am University College London und am Courtauld Institute of Art, wo sie einen Master of Arts erwarb. Sie spezialisierte sich auf die Kunst des 20. Jahrhunderts. Bohm ist seit 1978 mit dem Wissenschaftler Michael Duchen verheiratet, sie haben zwei Kinder.
Bohm-Duchen hat seit 2004 einen Lehrauftrag am Birkbeck College. Sie arbeitete als Kuratorin für die Tate Gallery, die National Gallery, die Royal Academy of Arts und am Courtauld Institute of Art. Ihr Buch Art and the Second World War wurde 2013 für den William M. B. Berger Prize for Art History nominiert und für den National Award for Arts Writing.

## Ausstellungen
- After Auschwitz: Responses to the Holocaust in Contemporary Art. 1995
- Art in Exile in Great Britain 1933–1945. 1986
- Rubies and Rebels: Jewish Female Identity in Contemporary British Art.
- Life? or Theatre? The Work of Charlotte Salomon. 1998
- Insiders/Outsiders: Refugees from Nazi Europe and their Contribution to British Culture. Festival. 2019

## Schriften (Auswahl)
- Daghani. London: Diptych, 1987
- Janet Cook, Monica Bohm-Duchen: Understanding Modern Art. 1990
- Chagall. 1998
- The Private Life of a Masterpiece. 2001
- Michael P. Steinberg, Monica Bohm-Duchen (Hrsg.): Reading Charlotte Salomon. B & T, 2005
- The Art and Life of Josef Herman. 2009
- Art and the Second World War. 2013